# 利托戈夏
51°6′24″N 25°17′19″E / 51.10667°N 25.28861°E
利托戈夏（烏克蘭語：Літогоща），是烏克蘭的村落，位於該國西部沃倫州，由盧茨克區負責管轄，始建於1570年，面積0.8平方公里，海拔高度177米，2001年人口294，人口密度每平方公里367.5人。